# Отто (Нью-Йорк)
Отто (англ. Otto) — місто (англ. town) в США, в окрузі Каттарогус штату Нью-Йорк. Населення — 777 осіб (2020).

## Демографія
Згідно з переписом 2010 року, у місті мешкало 808 осіб у 317 домогосподарствах у складі 230 родин. Було 447 помешкань
Расовий склад населення:
| - 97,3 % — білих - 1,2 % — чорних або афроамериканців - 0,6 % — корінних американців |

До двох чи більше рас належало 0,6 %. Частка іспаномовних становила 1,4 % від усіх жителів.
За віковим діапазоном населення розподілялося таким чином: 22,3 % — особи молодші 18 років, 63,6 % — особи у віці 18—64 років, 14,1 % — особи у віці 65 років та старші. Медіана віку мешканця становила 42,9 року. На 100 осіб жіночої статі у місті припадало 106,1 чоловіків;  на 100 жінок у віці від 18 років та старших — 106,6 чоловіків також старших 18 років.
Середній дохід на одне домашнє господарство  становив 70 069 доларів США (медіана — 53 750), а середній дохід на одну сім'ю — 77 868 доларів (медіана — 67 188). Медіана доходів становила 44 792 долари для чоловіків та 36 094 долари для жінок. За межею бідності перебувало 17,1 % осіб, у тому числі 21,1 % дітей у віці до 18 років та 4,5 % осіб у віці 65 років та старших.
Цивільне працевлаштоване населення становило 353 особи. Основні галузі зайнятості: освіта, охорона здоров'я та соціальна допомога — 27,2 %, сільське господарство, лісництво, риболовля — 15,0 %, будівництво — 11,3 %, роздрібна торгівля — 9,1 %.